# Исида Мицунари
Исида Мицунари (яп. 石田 三成, 1559 — 6 ноября 1600) — самурайский полководец средневековой Японии периода Сэнгоку. Вассал Тоётоми Хидэёси и председатель опекунского совета пяти управителей при его сыне Тоётоми Хидэёри. Был главнокомандующим войск «западной коалиции» в битве при Сэкигахара. После поражения в ней был казнён по приказу Токугавы Иэясу.

## Биография
Мицунари родился в провинции Оми (совр. префектура Сига) и являлся вторым сыном Исиды Масацугу, вассала рода Адзаи. Его детским именем было Сакити (佐吉). После уничтожения сюзеренского рода в 1573 году Одой Нобунагой, Исида начал служить семье Ода. Сам Мицунари стал вассалом Тоётоми Хидэёси, одного из генералов Нобунаги, который получил прежние владения рода Адзаи в награду за военную службу.
Во время кампании Тоётоми Хидэёси против рода Мори в районе Тюгоку, Исида Мицунари разрабатывал планы взятия замков путём их экономической блокады. Благодаря его гениальным разработкам, Хидэёси смог без больших человеческих потерь захватить такие мощные замки, как замок Тоттори и крепость Такамацу.
После того как в 1584 году Тоётоми Хидэёси стал фактическим правителем Японии, Исида Мицунари проявил себя талантливым администратором и финансистом. Ему особенно хорошо удавалось разбираться в математике и разнообразных подсчетах. С 1585 года Мицунари был назначен управляющим торгового города Сакаи (эту должность он делил со своим старшим братом Исидой Масадзуми), прибыли которого он поднял втрое. За хозяйственные заслуги Тоётоми Хидэёси даровал ему замок Саваяма в провинции Оми (совр. префектура Сига), который усилиями Исиды был преобразован в один из наиболее неприступных замков страны.
Благодаря своему обострённому чувству справедливости и пунктуальности Мицунари быстро прославился, однако именно эти черты обусловили появление у него множества врагов, в первую очередь среди его коллег-самураев, включая родственника Хидэёси Фукусиму Масанори.
После смерти Тоётоми Хидэёси Мицунари возглавлял опекунский совет пяти управителей при сыне покойного сюзерена, Тоётоми Хидэёри. Он вступил в конфликт с Токугавой Иэясу, председателем другой опекунской структуры — совета пяти старейшин, который стремился захватить власть в стране.
На 1599 год сформировались две коалиции, которые боролись за верховенство в семье Тоётоми. «Восточную коалицию» возглавил Токугава Иэясу, а «западную» — Исида Мицунари. Решающая битва произошла в 1600 году на равнине Сэкигахара, в которой войска «западников» потерпели поражение. Победу Токугаве принесло предательство в лагере противника. После битвы Исида Мицунари бежал, но был пойман и обезглавлен в Киото. После казни его голова была выставлена напоказ жителям Киото. Тем не менее распространились слухи, будто через несколько дней его голова загадочно исчезла. Остальные даймё «Западной коалиции», такие, как Кониси Юкинага и Анкокудзи Экэй, были также казнены.
У Мицунари было три сына (Сигэиэ, Сигэнари и Сакити) и три дочери (только имя самой младшей известно, Тацуко) от его жены и ещё один ребёнок от наложницы.